# Manoir de Radeval

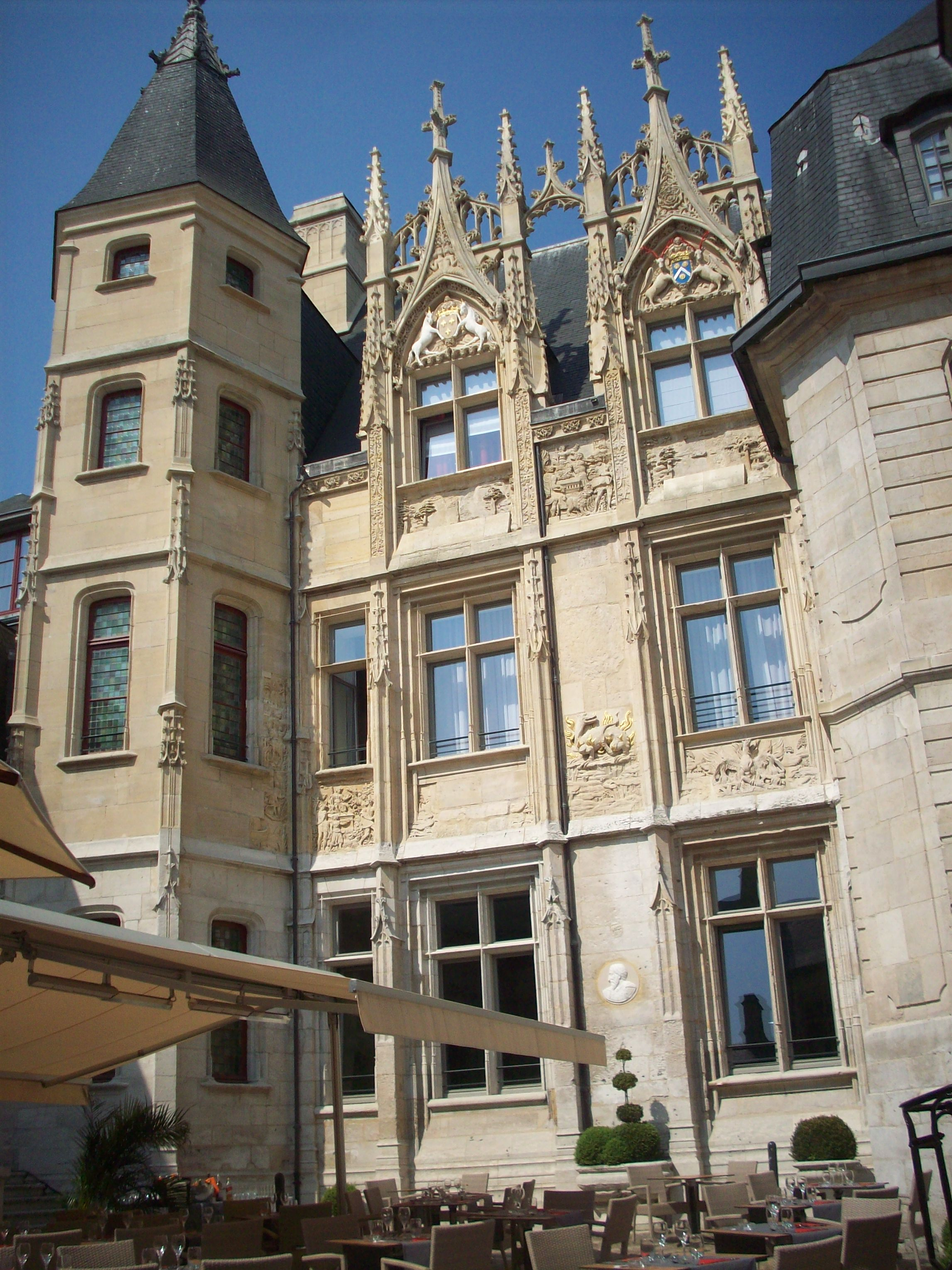
Hôtel Le Roux de Bourgtheroulde à Rouen, contemporain de Radeval.

Aujourd'hui disparu, le manoir de Radeval, également connu sous le nom de Grand'Maison, était situé dans le hameau éponyme de la commune des Andelys, en l'actuel département de l'Eure, et servit de siège présidial à cette ville sous l'Ancien Régime.

## Description et style architectural

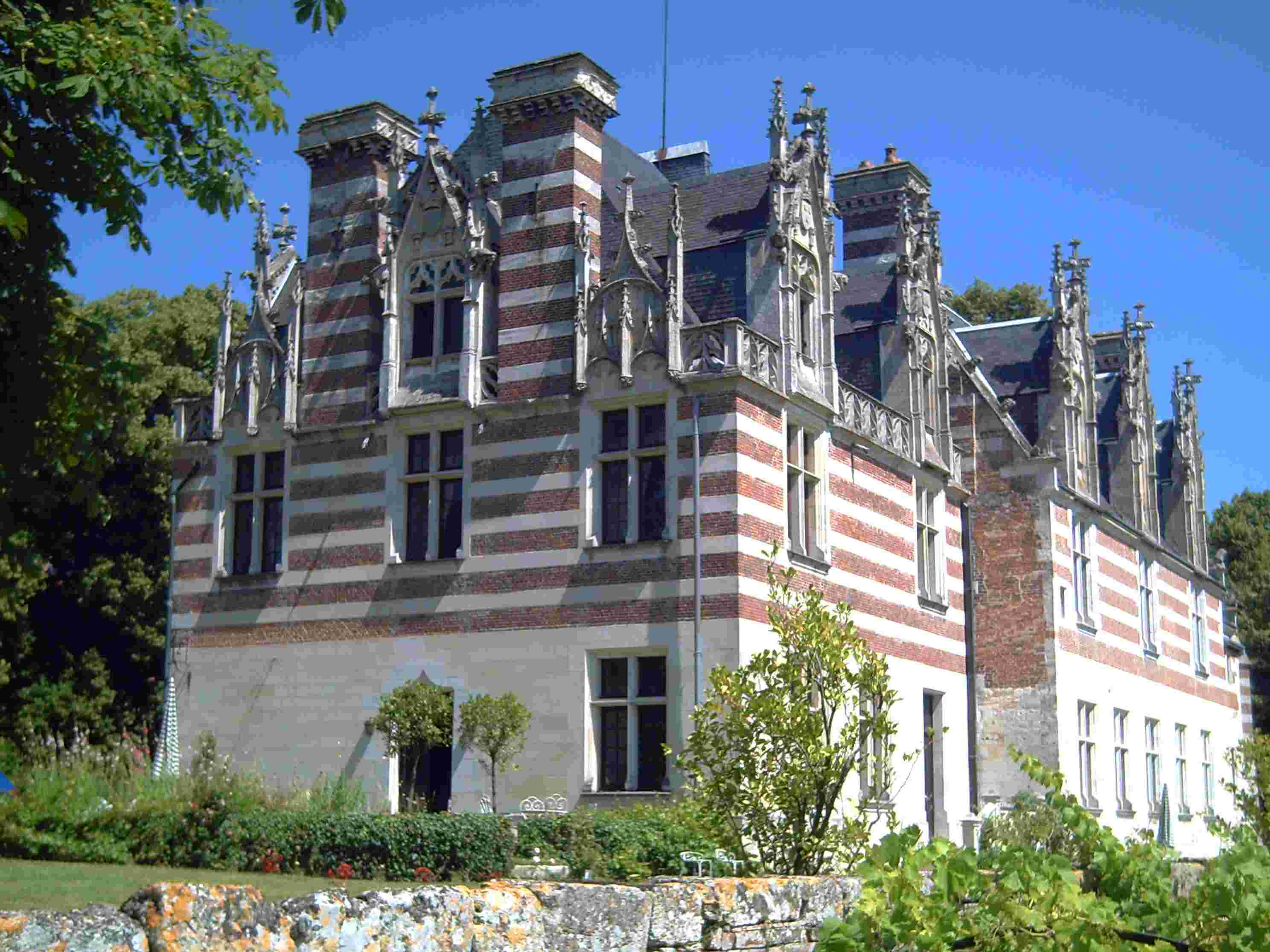
Château d’Ételan en Pays de Caux, style gothique flamboyant.

Il s'agit d'une ancienne demeure édifiée dans les toutes premières années du XVIe siècle dans le style Louis XII, qui marque la transition entre le gothique flamboyant et le style de la Première Renaissance française. L'analyse architecturale non seulement des gravures du manoir de Radeval mais encore des vestiges existants en Angleterre démontre que sa construction est postérieure à celle du château d'Ételan, lancée en 1494 par Louis Le Picart, à celle de l'hôtel de Bourgtheroulde à Rouen, commencée dès 1501 par Guillaume II Le Roux, et y compris à celle de l'ancien Palais Royal de Rouen (qui forme aujourd'hui le corps central du Palais de Justice), pour sa part débutée en 1507. Xavier Pagazani la situe entre 1510 et 1515. Au début du XIXe siècle, la cour du manoir de Radeval n'était plus protégée que par l'une de ses deux ailes en retour, réduite à une seule travée, l'autre ayant été remplacée par un simple bâtiment à pans de bois. De plus, le vieux manoir avait été décoiffé de sa toiture à forte pente et les trois anciennes lucarnes gothiques qui prolongeaient initialement les travées de la façade sur cour avaient fait place à deux humbles chiens-assis en retrait sur la nouvelle toiture. L'édifice servait de hangar à grains lorsqu'il fut vendu, en 1824, au futur baron Stuart de Rothesay (1779-1845), ambassadeur d'Angleterre à Paris en 1816-1830. Ce dernier en fit scier et démonter les pierres de taille, qui furent transportées sur la côte anglaise méridionale, non loin de Poole, dans le Hampshire, et partiellement remontées pour contribuer à l'édification de l'actuel château de Highcliffe entre 1827 et 1835, par l'architecte William Donthorne (1799-1859). Cette vaste construction romantique et hétéroclite, où prédominent les styles néo-élisabéthain et néo-jacobéen, ne compte qu'un étage en son corps central, alors que Radeval en comptait deux, plus les hauts combles. Les six fenêtres à meneaux des deux étages de la façade sur cour de Radeval furent remontées au rez-de-chaussée et à l'étage de Highcliffe Castle, au centre de la façade sur jardin, qui donne elle-même sur la Manche. Quant à lui, l'oriel en cul-de-lampe richement sculpté de la chapelle seigneuriale de Radeval orne désormais l'étage de l'une des tours de Highcliffe Castle, dont les flancs présentent également deux baies du rez-de-chaussée de Radeval en réemploi. Enfin, l'intérieur du grand hall de Highcliffe Castle est orné de linteaux et jambages de portes provenant davantage du vieux manoir andelysien que du cloître de l'abbaye de Jumièges.

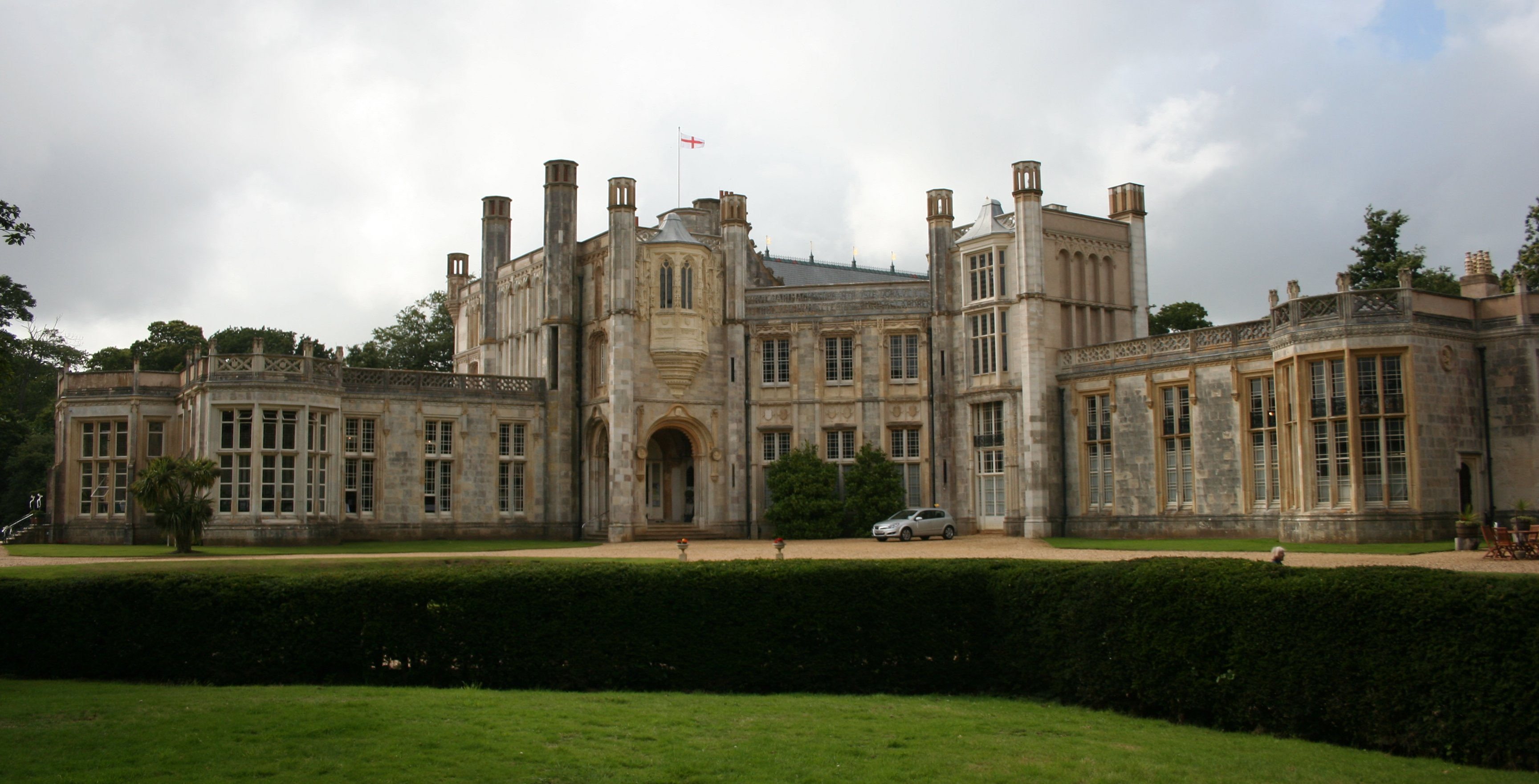
Château de Highcliffe construit en 1827-1835 avec réemploi des vestiges du manoir de Radeval.

On doit au passage de John Sell Cotman (1782-1842) aux Andelys en 1818 une gravure de la Grand'Maison, exposée au musée Nicolas Poussin de cette ville. Rares sont les descriptions de ce monument. Outre les témoignages offerts par les gravures, on retiendra des commentaires du banquier et antiquaire britannique Dawson Turner (1775-1858) une similitude avec l'hôtel de Bourgtheroulde à Rouen.

## Historique
Le manoir de Radeval fut édifié à l'origine pour le compte de messire Jean Le Picart ou Le Picard (° ca 1475, † le 16 juillet 1523), frère de Louis Le Picart (voir supra), aussi seigneur de Neufbosc et de Louraille à Saint-Thomas-la-Chaussée, fils cadet de Guillaume Le Picart († après le 16 avril 1484), chevalier, seigneur d'Estelan, Radeval, Bourg-Achard, Mesnil-Tate, Le Châtelier, Chailly, Longjumeau et Villiers, notaire et secrétaire du roi Louis XI en 1462, général de ses aides en 1463, général de ses finances en Normandie avant 1483, son capitaine d’Abbeville en 1477, son grand-bailli, capitaine et gouverneur de Rouen et de Château-Gaillard, son premier maître d'hôtel, et enfin son chambellan et conseiller, et de son épouse dame noble Jeanne de La Garde († le 13 mai 1493).

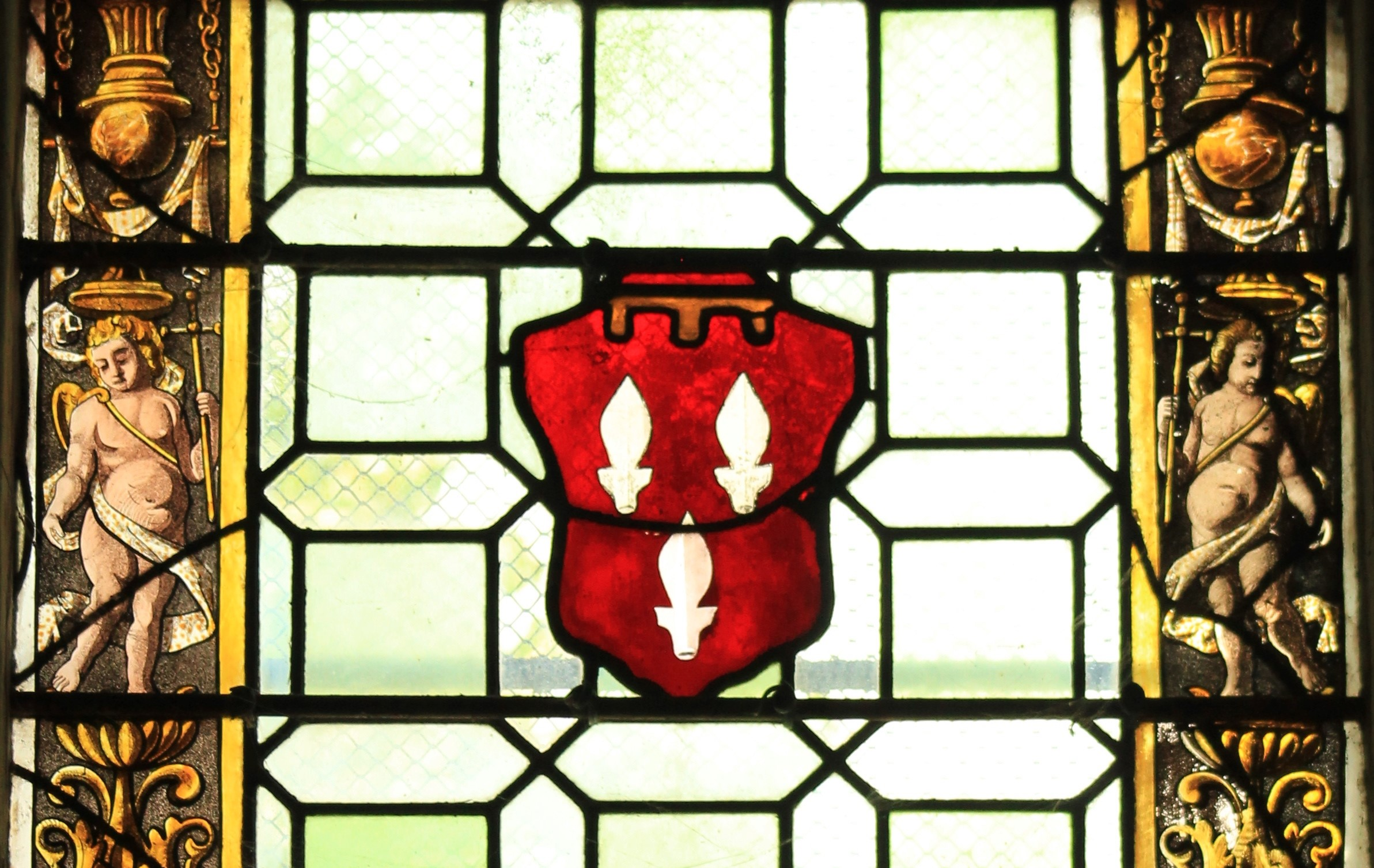
Armes des Le Picart de Radeval, avec lambel d’or en guise de brisure de cadet, sur la verrière d’une chapelle boréale de la collégiale Notre-Dame des Andelys, verre polychrome, XVIe siècle.

Jean Le Picart prit lui-même part à la bataille de Fornoue le 6 juillet 1495, entra au Conseil du roi Louis XII en 1498 avant de devenir le maître d'hôtel ordinaire du roi François Ier en 1517, son bailli et capitaine de Gisors en 1521 et son vicomte de Falaise. Régulièrement appelé à représenter la noblesse aux États généraux de Normandie, Jean Le Picart intercéda en 1516 pour que le roi François Ier reçût à Amboise une délégation de la ville de Rouen. À sa mort, il fut inhumé en l'église collégiale Notre-Dame des Andelys, où le suivit son épouse noble dame Geneviève Basset († le 8 août 1538), dame de Feuguerolles, fille de Jean Basset, chevalier, seigneur de Normanville et de Riberpré, bailli de Gisors, et de son épouse noble dame Isabeau Roussel. Jean Le Picart et Geneviève Basset offrirent à la collégiale Notre-Dame des Andelys une verrière à leurs effigies et à leurs armes, qui représentait Saint Christophe portant l'Enfant Jésus et dont les vestiges furent rassemblés vers 1865 par Louis-Gustave Duhamel-Marette (1836-1900) dans la verrière à bornes qui illumine encore aujourd'hui la chapelle boréale du chœur de cette église.
Radeval passa ensuite à leur fils, messire Georges Le Picart (° ca 1516, † en 1564-1565), chevalier, seigneur de Radeval, Villers etc., qui épousa en premières noces damoiselle Louise de La Motte-Bléquin (° en 1525, † entre 1544 et 1548) et en secondes noces damoiselle Anne de Mailly († entre 1565 et 1572). Fille et héritière de Georges et de sa première épouse, damoiselle Louise Le Picart de Radeval (° en 1542-1552, †  le 24 mai 1615) fit passer Radeval entre les mains d'une antique maison de chevalerie lorraine en épousant le 5 octobre 1572 messire Christophe de Bassompierre ou Bettstein (° ca 1535-1549, † le 22 avril 1596), chevalier, baron d'Harouel, seigneur de Rémonville et Baudricourt, colonel entretenu de 1 500 reîtres dès 1571 et grand-maître de l’Hôtel de Lorraine, avec lequel elle fonda le couvent des Minimes de Nancy en 1592.

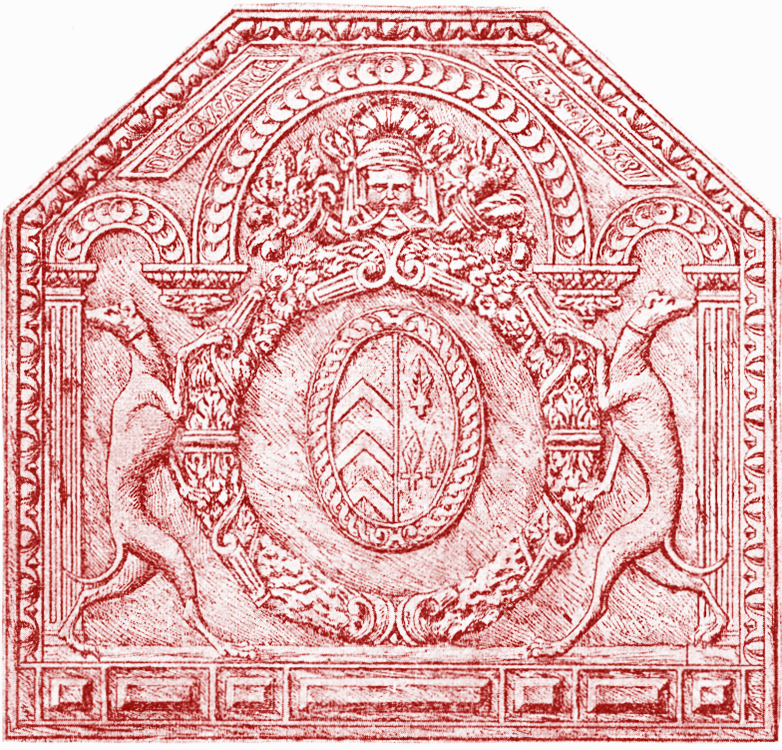
Contrefeu aux armoiries parties Bassompierre et Le Picart de Radeval fondu le 3 avril 1581 à la forge de Cousance, dessin d'Henri Delesques (Caen, 1888), d'après l'orginal conservé au Musée Lorrain de Nancy. Cf. Journal de la Société d'archéologie lorraine, juillet 1896.

Peu avant que le manoir de Radeval ne passât aux mains des Bassompierre, damoiselle Françoise Le Coq († après le 3 février 1611), fille d'un procureur du Roi en l'élection de Gisors, demeurait au hameau de ce nom lorsqu'elle épousa par contrat passé le 12 avril 1572 aux Andelys messire Nicolas II de La Barre (° ca 1550, † entre le 24 septembre 1605 et le 3 février 1611), seigneur du Mesnillet dès 1572 et du Mesnil-des-Planches ou Nanteuil en 1598, homme d'armes de la compagnie du ligueur Charles de Lorraine, duc d'Aumale (1555-1631). Ancêtres de la famille de La Barre de Nanteuil, les deux époux demeurèrent à Radeval durant les premières années de leur mariage mais on ignore si ce fut dans le manoir, dans l'une de ses dépendances ou encore dans une maison voisine. Toujours est-il que, le 12 août 1578, dame Magdeleine III Le Picart de Radeval, sœur de Louise et épouse de messire Jean de La Haye-Chantelou , chevalier de l’ordre du Roi, baron de Quatremare, seigneur de Chantelou, Fontaine-sous-Jouy, Launay, Cesseville et Crestot, qui serait capitaine de 50 lanciers en 1585, tint sur les fonts baptismaux de la collégiale du Grand-Andely leur fils Jehan IV de La Barre. De plus, la dame de La Haye-Chantelou constitua en faveur dudit Nicolas II de La Barre, qualifié "capitaine au Chasteau-Gaillard" en 1591-1593, une rente de 100 livres tournois, par acte passé le 6 novembre 1591 par devant Pierre Allorge († après le 7 avril 1617), sieur d'Hardanville, conseiller du Roi, lieutenant général et juge présidial au bailliage de Gisors et garde-du-scel aux obligations de la vicomté d'Andely en 1591-1602 au moins.

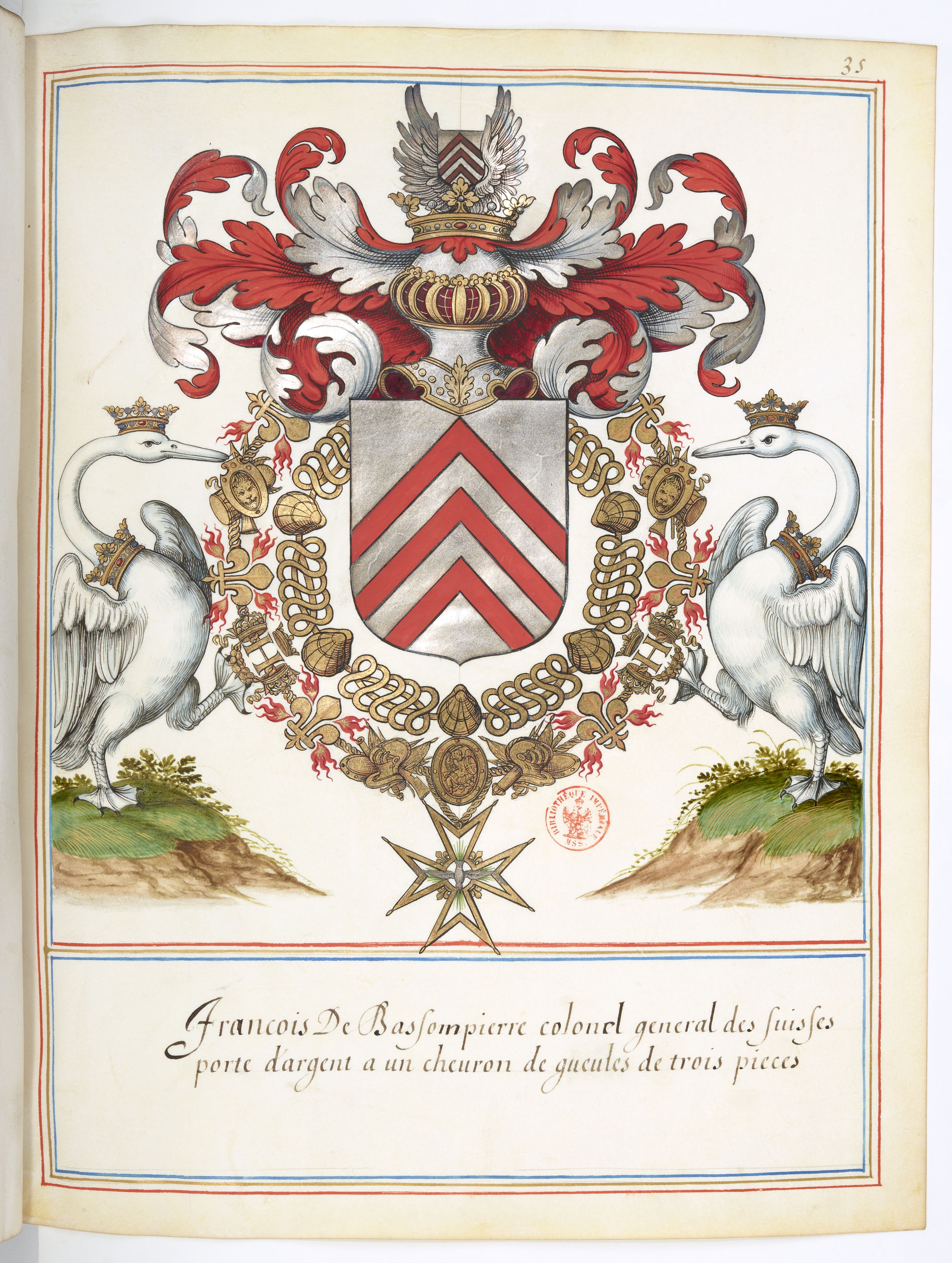
Armoiries polychromes de François de Bassompierre (1579-1646) en l'Armorial de l'Ordre du Saint-Esprit (1610-1621).

Radeval échut en 1592 à messire François de Bassompierre (1579-1643), marquis d'Harouel, colonel général des suisses en 1614, maréchal de France en 1622, fils de Christophe et de Louise Le Picart de Radeval. Ayant écrit ses Mémoires publiés en 1665 et les récits de ses Ambassades en Espagne, en Suisse et en Angleterre publiés en 1668, le maréchal de Bassompierre vendit Radeval par acte passé le 27 février 1619 devant les notaires de Paris au financier Jean de Moisset dit "Montauban" († le 24 août 1620) , conseiller secrétaire du Roi, maison et couronne de France, contrôleur de l'artillerie en 1585, payeur des rentes de l'hôtel de ville de Paris en 1585-1619, fermier général des aides et gabelles de France en 1604, adjudicataire des greniers-à-sel de France en 1619, puis maître d'hôtel du Roi. Déjà propriétaire du château du Val à Rueil-en-Parisis depuis 1606, ainsi que du fief de La Pallée, Jean de Moisset avait été anobli vers 1585 par le roi Henri IV pour avoir pris part à la fondation des manufactures de soie, or et argent filé à la façon de Milan, place Royale à Paris. Il demeurait rue Saint-Thomas-du-Louvre en 1604-1620, avait épousé damoiselle Antoinette Charon († après 1667), fille de Pierre et de Nicole Marget, et fut inhumé le lendemain de sa mort dans le chœur de l'église Saint-Germain-l'Auxerrois à Paris.

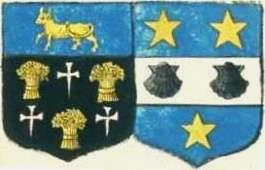
Armes d’alliance d’Alexandre de La Vache de Radeval (ca 1650-1700) et Marie-Marguerite Hallé d'Orgeville (1672-1743) en l'Armorial Général de Rouen (1696-1709).

Toutefois, par sentence rendue le 23 juillet 1621, la prévôté de Paris décréta la seigneurie et le manoir de Radeval, avec ses dépendances du Vivier et de Mantelle, en faveur de noble homme messire Timoléon d’Épinay-Saint-Luc (ca 1580-1644), marquis de Saint-Luc, comte d’Estelan, baron de Crèvecoeur, Hincourt, Avril, Sains, seigneur et châtelain, haut-justicier de Gaillefontaine et autres terres, premier pair du Cambrésis, gouverneur de Saintonge et Brouage en 1597, maréchal des camps et armées du Roi en 1617, chevalier de l'ordre du Saint-Esprit en 1619. Le futur maréchal de Saint-Luc était en effet veuf d'Henriette de Bassompierre (ca 1582-1609), fille de Christophe et sœur de François, qu'il avait épousée en 1602.

Bientôt, le maréchal de Saint-Luc céda à son tour Radeval, à maître Charles II La Vache (° ca 1570-1575 à Rouen, † le 4 mars 1627 et inhumé à Saint-Maclou de Rouen), écuyer, seigneur et patron du Saussay, et seigneur de Travailles dès 1599, conseiller aux requêtes de Normandie en 1597-1608 et en la grand'chambre du parlement de Normandie en 1601, qui avait épousé le 3 mai 1599 à Saint-Sauveur de Rouen damoiselle Marie de Boislévêque († le 30 juin 1621), dame de La Haulle ou Bois-Lambert à Hauville-en-Roumois et du Parquet à La Vaupalière. Charles II La Vache prit le titre de "seigneur et baron de Radeval", que porta après lui, le 26 janvier 1666, son fils messire Charles IV La Vache (° en 1615-1616, † le 12 juin 1695 à Saint-Maclou de Rouen), écuyer, aussi seigneur du Saussay en 1645-1695, Le Vivier, Cléry, Mantelle, Les Moulins d'Andely, et Le Parquet en 1657, patron alternatif de Bardouville à cause de son fief de La Haulle de Beaulieu en 1680, reçu conseiller au parlement de Normandie en 1641-1674, marié le 13 juillet 1636 à Sainte-Croix-Saint-Ouen de Rouen à damoiselle Angélique Puchot du Plessis (º ca 1618-1622, † le 9 août 1693 à Saint-Maclou de Rouen). Radeval fut ensuite l'apanage de leur fils, maître Alexandre Ier de La Vache (° en 1649-1650, † le 21 avril 1700 à Saint-Maclou de Rouen), chevalier, aussi seigneur et patron du Saussay et de Bardouville en 1700, La Haulle en 1662-1695, conseiller aux requêtes en 1683-1700, qui fonda le 15 janvier 1685 en faveur du chapitre collégial de Notre-Dame d'Andely un obit en la chapelle Saint-Mathurin de cette église. Il demeurait en la paroisse Saint-Maclou de Rouen lorsqu’il épousa après contrat passé le 8 septembre 1694 devant François et Claude Cavé, notaires à Rouen, damoiselle Marie-Marguerite Hallé d'Orgeville (bapt. le 14 octobre 1672 à Saint-Godard de Rouen, y † le 18 août 1743), dame et patronne de Cléry, fille aînée du huitième président au parlement de Normandie. Alexandre de La Vache du Saussay fit enregistrer en l'Armorial général colorié de Rouen, commencé en vertu de l'édit rendu par le conseil d'État le 20 novembre 1696 : « de sable, à trois gerbes de blé d'or posées deux en chef et une en pointe, accompagnées de trois croix aux extrémités pattées et au pied fiché mal ordonnées d'argent, surmontées d'un chef cousu d'argent, chargé d'une vache d'or passante” et son épouse Marguerite Hallé d'Orgeville « d'azur, à une fasce d'argent chargée de trois coquilles de sable accompagnée de deux trois estoiles d'or, deux en chef et une en pointe » (Armorial peint, p. 20).

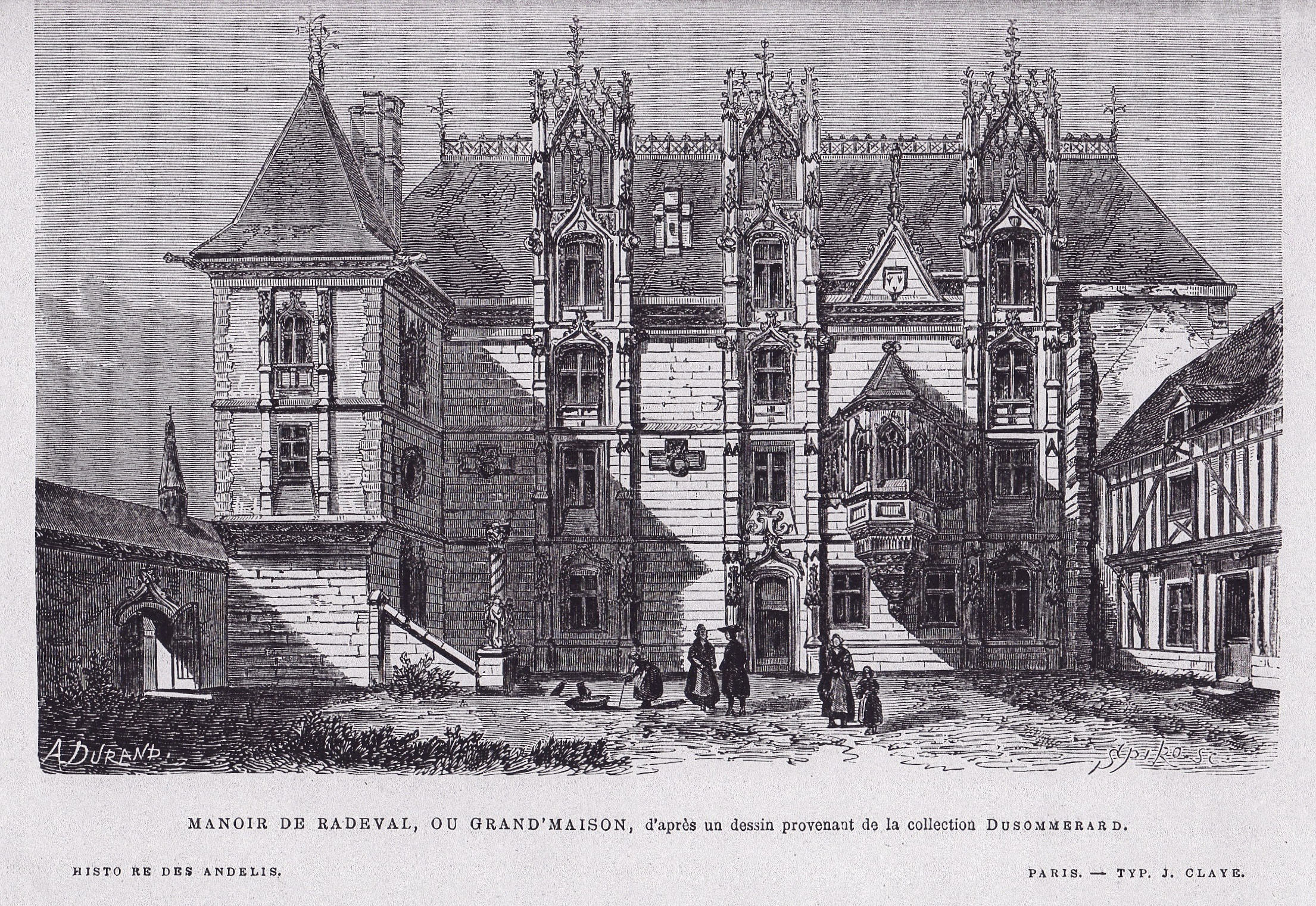
André Durand (1807-1867), gravure sur bois réalisée d'après un dessin de la collection d'Alexandre Du Sommerard (1779-1842), ca 1857.

À son tour baron de Radeval, leur fils Alexandre Jean Gilles de La Vache (° le 13 juillet 1700 à Rouen, † le 20 octobre 1765), aussi seigneur et patron de Saint-Martin du Saussay-La-Vache en 1728, conseiller au parlement de Normandie en 1719-1722, vendit d'une part vers 1730 la seigneurie de Saint-Léger-le-Gautier à Charles Dufour et d'autre part par acte passé le 10 avril 1762 devant Le Dars, notaire à Rouen, l'hôtel Le Roux de Langrie sis au no 22 de la rue Beffroy au président de Coqueréaumont (1728-1795). Il avait épousé le 18 août 1729 à Saint-Paër, après contrat passé devant Léger, notaire à Rouen, le 2 novembre 1727 et enregistré le 15 desdits mois et an, damoiselle Marie-Madeleine Cresté (° ca 1702, † le 10 septembre 1768 à Saint-Godard de Rouen), fille d'un procureur du roi au bailliage et siège présidial de Rouen puis de Caudebec. De 1759 à 1770 au moins, Radeval passa à leur fils messire Robert-Alexandre de La Vache de Radeval (bapt. le 4 mai 1732 en l’église paroissiale Saint-Patrice de Rouen, † le 19 mai 1798 à Rouen), chevalier, aussi seigneur et patron du Saussay, seigneur de Cléry en 1770, Le Parquet à La Vaupalière, Morgny en 1774, et Vimont en 1774, officier au régiment de Cambis en 1759, qui avait épousé le 15 octobre 1759 à La Vaupalière, après contrat passé le 8 septembre 1759 devant Jean-Baptiste Lambert Videcoq et son confrère, notaires à Rouen, damoiselle Anne de L'Estoile (bapt. le 6 mai 1733 à Saint-Martin-sur-Renelle de Rouen, † après le 24 février 1781), dame du Bout-d'Aval et du Fief-Héron à Saint-Georges-sur-Fontaine.
Par acte passé le 7 novembre 1770 devant les notaires de Paris, Robert-Alexandre de La Vache du Saussay vendit Radeval à noble dame Marie-Jeanne de Cuisy (1734-1804), veuve du secrétaire du roi messire Gabriel-Martin Mengin de Bionval (Rouen 1731-1759), laquelle le revendit à son tour par acte passé le 29 janvier 1791 devant Antoine Pezet de Corval (1758-1815), notaire à Paris en 1789-1808, au receveur général des fermes Marc-Hubert Colin de Saint-Marc (º ca 1713 peut-être à Nemours, † avant le 23 octobre 1791), qui en fut le dernier seigneur féodal et avait épousé Anne-Françoise Joly de Chavigny (º en 1715, † le 28 avril 1756 et inhumée le lendemain à Saint-Eustache de Paris).

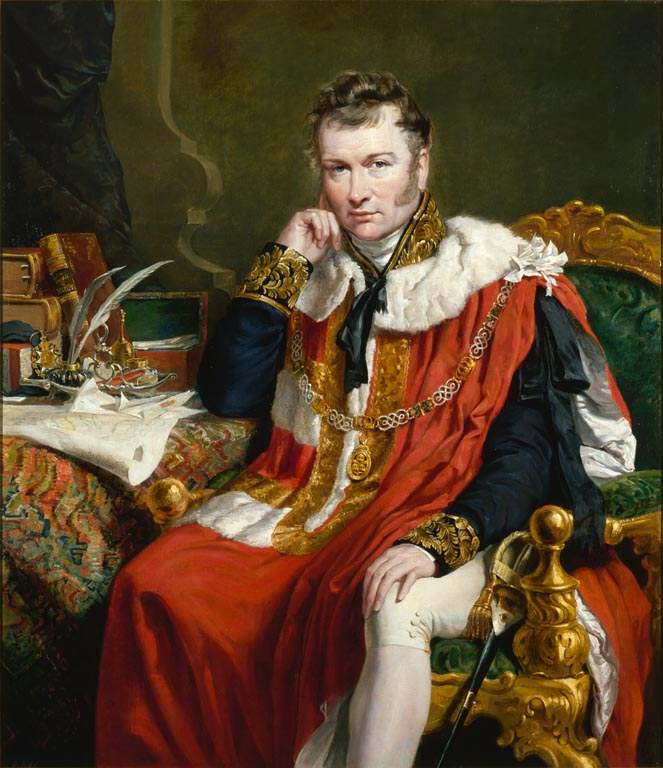
George Hayter (1792-1871), Portrait du 1er baron Stuart de Rothesay (1779-1845), huile sur toile, 1830.

Il fut vendu, en 1824, au futur baron Stuart de Rothesay (1779-1845), ambassadeur d'Angleterre à Paris en 1816-1830. Ce dernier en fit scier et démonter les pierres de taille, qui furent transportées sur la côte anglaise méridionale, non loin de Poole, dans le Hampshire, et partiellement remontées pour contribuer à l'édification de l'actuel château de Highcliffe entre 1827 et 1835.